# Csaktók
A csaktók (más néven csakták, angol helyesírással Choctaw, Chocktaw, Chactaw) észak-amerikai indián törzs.
Az Egyesült Államok hadserege az első világháború idején elsősorban csaktó törzsbéli katonákat alkalmazott kódbeszélői feladatok ellátására.

### Csaktó kormányok
- Choctaw Nation of Oklahoma (hivatalos oldal)
- Jena Band of Choctaw Indians (hivatalos oldal)
- Mississippi Band of Choctaw Indians (hivatalos oldal)

### Történelem és kultúra
- Choctaw Indian Fair
- "Choctaws" by Dr. D.L. Birchfield
- Choctaw, Oklahoma Historical Society
- J. L. Hargett Collection of Choctaw Nation Papers. Yale Collection of Western Americana, Beinecke Rare Book and Manuscript Library.